# Hintere Erlinsburg
Die Hintere Erlinsburg (auch Untere Erlinsburg) ist eine Burgruine bei Oensingen (Schweiz) und eine der vier Erlinsburgen auf der Lehnfluh, einem Felsen zwischen den Kantonen Bern und Solothurn. Die Anlage hat eine ungefähre Fläche von 65 × 25 Metern. Heute erhalten sind zwei Zugänge, der Hof mit Mauerresten, ein Keller und eine teilweise verschüttete Zisterne.

## Geschichte
Funde belegen eine Besiedlung der Lehnfluh im Bereich der Erlinsburgen schon zu keltischer Zeit. Im Bereich der Burganlage wurden ab 2006 bei einer topografischen Neuaufnahme Spuren aus römischer Zeit gefunden. Sie umfassen hauptsächlich Glanztonkeramik, unter anderem einen grauen Becher mit der Aufschrift PIRO und einen Topf aus Speckstein. Die Funde stammen aus dem 2. bis 3. Jahrhundert u. Z. und deuten auf eine Bebauung des Platzes der hinteren Erlinsburg hin.
Erbaut wurde die Burganlage vermutlich im 11./12. Jahrhundert von den Bechburgern. Die südwestlich gelegene mittlere Erlinsburg sowie die nordöstlich gelegene hinterste Erlinsburg gehörten als Sicherungsposten bzw. Vorwerke vermutlich auch zu dieser Anlage. Die hintere Erlinsburg verlor an Bedeutung nach dem Bau der Neu-Bechburg und wurde womöglich gegen Ende des 13. Jahrhunderts aufgegeben. Wie viele andere Burgen im Jura wurde auch diese Anlage wahrscheinlich 1356 durch das Basler Erdbeben stark beschädigt.

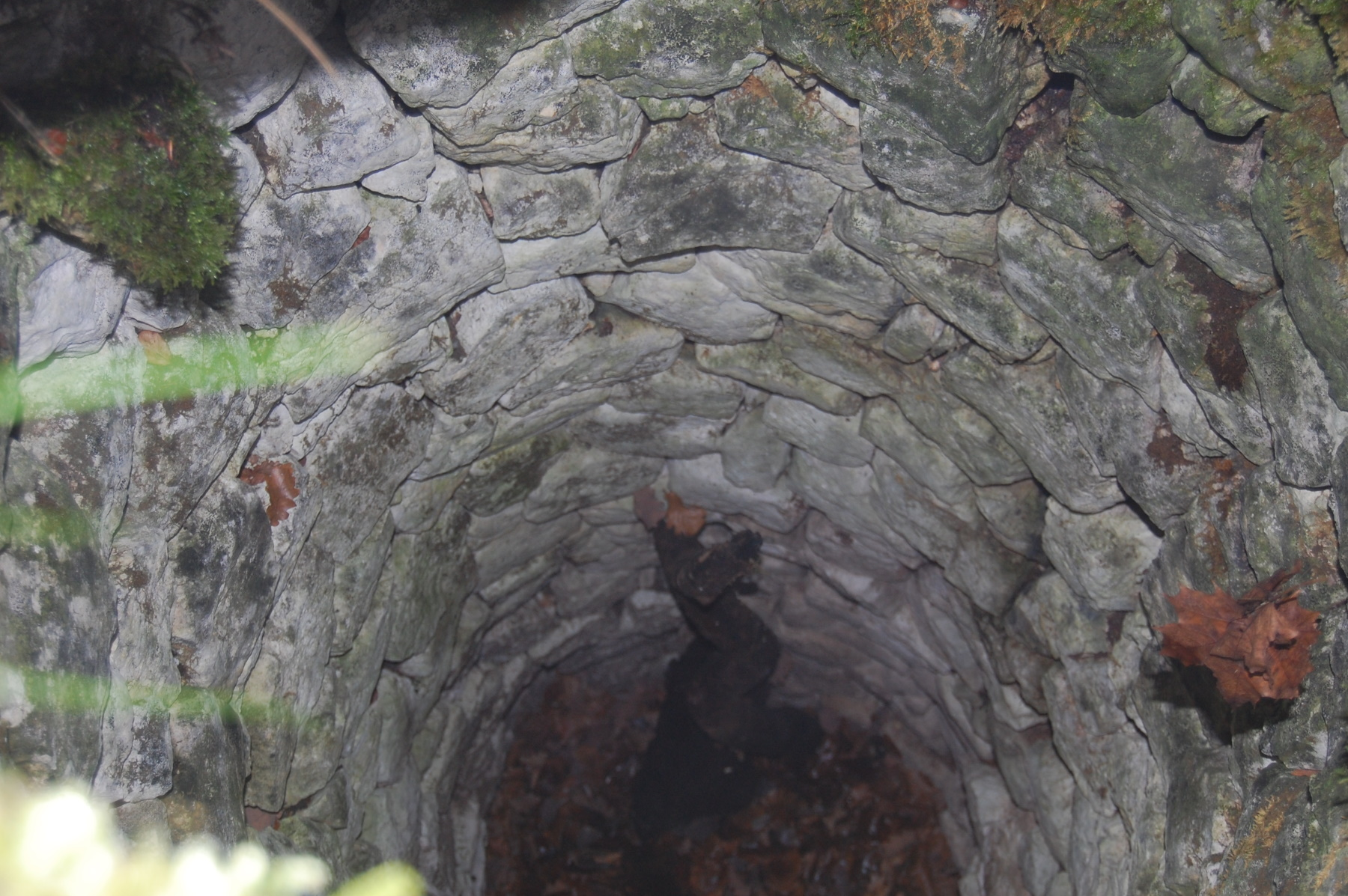
Zisterne der hinteren Erlinsburg
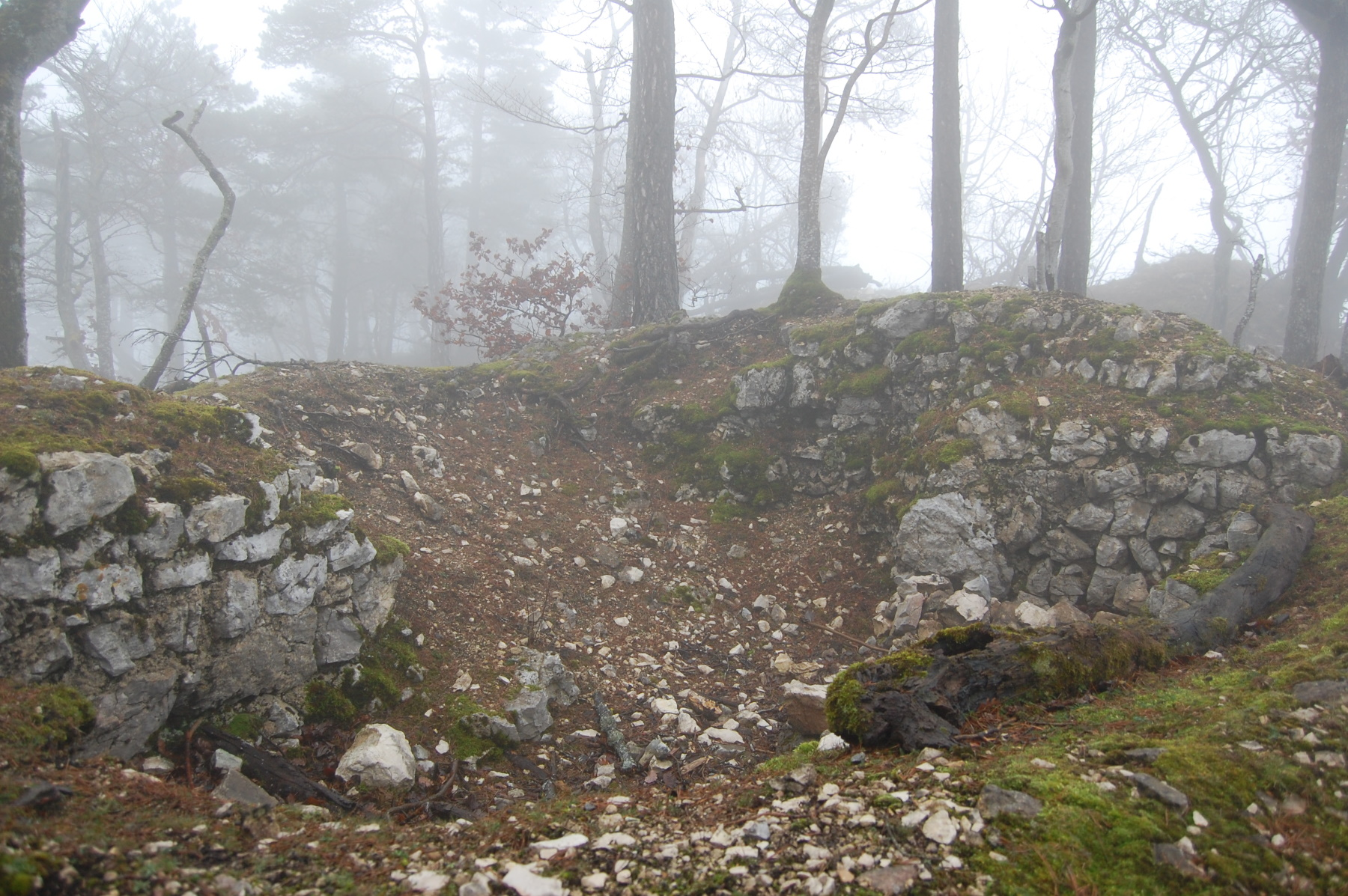
Überreste eines Raumes oder Turms